# Reus (Computerspiel)
Reus (niederländisch für Riese; Aussprache: [røs]) ist eine Göttersimulation entwickelt und veröffentlicht von Abbey Games. Das Spiel erschien am 16. Mai 2013 für Windows, macOS und Linux. Am 11. Oktober 2016 erschien es für PlayStation 4 und Xbox One.

## Gameplay
Der Spieler beginnt mit einem leeren, öden Planeten und muss mit den vier Giganten, die die Gebiete Sumpf, Wald, Stein und Wasser repräsentieren, durch Einsetzen oder Kombinieren ihrer Fähigkeiten den Planeten kultivierbar machen. Anschließend siedeln sich Nomaden an, die das Land dann bewirtschaften können.

## Rezeption
“Oh, and I guess it also looks like an utterly magnificent god game, a rare breed in these dark modern days.”

„Oh, und ich denke, es sieht auch aus wie ein absolut großartiges Götterspiel, eine seltene Rasse in diesen dunklen modernen Tagen.“

### Auszeichnungen
- European Game Awards, Best Indie Game
- Casual Connect Europe, Indie Prize for Best Desktop Game
- Dutch Game Awards, Control Industry Award 2013
- Dutch Game Awards, Best PC/Console game Award
- Dutch Game Awards, Best Entertainment Game Design Award
- Dutch Design Awards, Nominee for Best Digital Communication
- Cinekid festival, Nominee for Best New Media Award
- IndieCade 2013, Jury Nomination
- PAX Prime 2013, Golden Sushi Award
- A MAZE festival, Nominee for Most Amazing Indie Game 2013